# Liga Campionilor 2023-2024
Sezonul 2023-2024 al Ligii Campionilor UEFA a fost cea de-a 69-a ediție a celei mai importante competiții de fotbal intercluburi din Europa, și al 32-lea sezon de la redenumirea competiției din Cupa Campionilor Europeni în Liga Campionilor UEFA.
Real Madrid a învins-o pe Borussia Dortmund cu 2-0 în finala disputată pe stadionul Wembley din Londra, Anglia, și a obținut al 15-lea titlu de campioană a Europei, al șaselea în unsprezece ani, un record. Ca învingătoare, Real Madrid a câștigat dreptul de a juca împotriva Atalantei, câștigătoarea UEFA Europa League 2023-2024, în Supercupa Europei 2024. De asemenea, s-a calificat în finala noii Cupe Intercontinentale FIFA 2024 și la Campionatul Mondial al Cluburilor FIFA 2025 din Statele Unite.
Acesta a fost ultimul sezon cu actualul format de 32 de echipe participante în faza grupelor, după ce UEFA a anunțat că un nou format extins va fi introdus pentru ediția următoare.
Manchester City a fost campioana en-titre după ce a cucerit trofeul pentru prima dată în ediția precedentă, dar a fost eliminată în sferturile de finală de Real Madrid.

## Locurile alocate pentru fiecare asociație
Un total de 78 de echipe din 53 din cele 55 de asociații membre UEFA (fără Liechtenstein,[Notă LIE] care nu organizează o ligă internă și Rusia[Notă RUS]) au participat în Liga Campionilor 2023–2024. Clasamentul asociațiilor bazat pe Coeficienții țării UEFA a fost utilizat pentru a determina numărul de echipe participante pentru fiecare asociație:
- Asociațiile 1-4 au avut câte patru echipe calificate.
- Asociațiile 5-6 au avut câte trei echipe calificate.
- Asociațiile 7-15 (cu excepția Rusiei)[Notă RUS] au avut câte două echipe calificate.
- Asociațiile 16–55 (cu excepția Liechtenstein)[Notă LIE] au avut câte o echipă calificată.
- Câștigătoarele Ligii Campionilor 2022-2023 și UEFA Europa League 2022-2023 au primit fiecare un loc automat dacă nu se califică în Liga Campionilor 2023-2024 prin liga lor internă.

Note
1. ^ Liechtenstein (LIE): Cele șapte echipe afiliate la Asociația de Fotbal a Liechtensteinului (LFV) joacă toate în sistemul elvețian de fotbal. Singura competiție organizată de LFV este Cupa Liechtensteinului, câștigătorii cărora se califică în UEFA Europa Conference League.
2. ^ Rusia (RUS): La 28 februarie 2022, cluburile de fotbal rusești și echipele naționale au fost suspendate din competițiile FIFA și UEFA din cauza invaziei ruse a Ucrainei din 2022.[5][6]

## Calendar
Programul competiției a fost după cum urmează. Toate meciurile s-au jucat în zilele de marți și miercuri, în afară de finala rundei preliminare. Orele programate de start, începând din runda play-off, au fost 18:45 și 21:00 CEST/CET, 19:45 și 22:00, ora României.
| Fază              | Runda                        | Data tragerii la sorți | Manșa tur                                 | Manșa retur                               |
| ----------------- | ---------------------------- | ---------------------- | ----------------------------------------- | ----------------------------------------- |
| Calificări        | Runda preliminară            | 13 iunie 2023          | 27 iunie 2023 (semifinale)                | 30 iunie 2023 (finala)                    |
| Calificări        | Primul tur de calificare     | 20 iunie 2023          | 11–12 iulie 2023                          | 18–19 iulie 2023                          |
| Calificări        | Al doilea tur de calificare  | 21 iunie 2023          | 25–26 iulie 2023                          | 1–2 august 2023                           |
| Calificări        | Al treilea tur de calificare | 24 iulie 2023          | 8–9 august 2023                           | 15 august 2023                            |
| Calificări        | Runda play-off               | 7 august 2023          | 22–23 august 2023                         | 29–30 august 2023                         |
| Faza grupelor     | Meciul 1                     | 31 august 2023         | 19–20 septembrie 2023                     | 19–20 septembrie 2023                     |
| Faza grupelor     | Meciul 2                     | 31 august 2023         | 3–4 octombrie 2023                        | 3–4 octombrie 2023                        |
| Faza grupelor     | Meciul 3                     | 31 august 2023         | 24–25 octombrie 2023                      | 24–25 octombrie 2023                      |
| Faza grupelor     | Meciul 4                     | 31 august 2023         | 7–8 noiembrie 2023                        | 7–8 noiembrie 2023                        |
| Faza grupelor     | Meciul 5                     | 31 august 2023         | 28–29 noiembrie 2023                      | 28–29 noiembrie 2023                      |
| Faza grupelor     | Meciul 6                     | 31 august 2023         | 12–13 decembrie 2023                      | 12–13 decembrie 2023                      |
| Faza eliminatorie | Optimi de finală             | 18 decembrie 2023      | 13–14 & 20–21 februarie 2024              | 5–6 & 12–13 martie 2024                   |
| Faza eliminatorie | Sferturi de finală           | 15 martie 2024         | 9–10 aprilie 2024                         | 16–17 aprilie 2024                        |
| Faza eliminatorie | Semifinale                   | 15 martie 2024         | 30 aprilie – 1 mai 2024                   | 7–8 mai 2024                              |
| Faza eliminatorie | Finala                       | 15 martie 2024         | 1 iunie 2024 pe Stadionul Wembley, Londra | 1 iunie 2024 pe Stadionul Wembley, Londra |

## Calificări

### Runda preliminară
Un total de patru echipe au jucat în runda preliminară. Meciurile au avut loc pe stadionul Kópavogsvöllur⁠(d) în Kópavogur, Islanda. Câștigătorul finalei rundei preliminare a avansat în primul tur de calificare. Învinșii în semifinale și finală au fost transferați în cel de-al doilea tur de calificare în Europa Conference League.
| Echipa 1                | Scor  | Echipa 2            |
| ----------------------- | ----- | ------------------- |
| Atlètic Club d'Escaldes | 0 – 3 | Budućnost Podgorița |
| Tre Penne               | 1 – 7 | Breiðablik          |

| Echipa 1            | Scor  | Echipa 2   |
| ------------------- | ----- | ---------- |
| Budućnost Podgorița | 0 – 5 | Breiðablik |

### Primul tur de calificare
Tragerea la sorți pentru primul tur de calificare a avut loc pe 20 iunie 2023. Un total de 30 de echipe au jucat în primul tur de calificare: 29 de echipe care au intrat în acest tur și un câștigător al rundei preliminare.
Manșele tur s-au disputat pe 11 și 12 iulie, iar cele retur pe 18 și 19 iulie 2023. Câștigătorii au trecut în cel de-al doilea tur de calificare, pe Ruta Campionilor. Pierzătorii au fost transferați în cel de-al doilea tur de calificare al Conference League, pe Ruta Campioanelor.
| Echipa 1           | Scor gen.            | Echipa 2          | Tur   | Retur      |
| ------------------ | -------------------- | ----------------- | ----- | ---------- |
| BK Häcken          | 5 – 1                | The New Saints    | 3 – 1 | 2 – 0      |
| Ballkani           | 2 – 4                | Ludogoreț Razgrad | 2 – 0 | 0 – 4      |
| Shamrock Rovers    | 1 – 3                | Breiðablik        | 0 – 1 | 1 – 2      |
| Žalgiris           | 2 – 1                | Struga            | 0 – 0 | 2 – 1      |
| KÍ Klaksvík        | 3 – 0                | Ferencváros       | 0 – 0 | 3 – 0      |
| Olimpija Ljubljana | 4 – 2                | Valmiera          | 2 – 1 | 2 – 1      |
| HJK                | 3 – 2                | Larne             | 1 – 0 | 2 – 2 d.p. |
| Lincoln Red Imps   | 1 – 6                | Qarabağ           | 1 – 2 | 0 – 4      |
| Raków Częstochowa  | 4 – 0                | Flora             | 1 – 0 | 3 – 0      |
| Slovan Bratislava  | 3 – 1                | Swift Hesperange  | 1 – 1 | 2 – 0      |
| Farul Constanța    | 1 – 3                | Sheriff Tiraspol  | 1 – 0 | 0 – 3 d.p. |
| Ħamrun Spartans    | 1 – 6                | Maccabi Haifa     | 0 – 4 | 1 – 2      |
| Urartu             | 3 – 3 (3 – 4 d.l.d.) | Zrinjski Mostar   | 0 – 1 | 3 – 2 d.p. |
| Partizani          | 1 – 3                | BATE Borisov      | 1 – 1 | 0 – 2      |
| Astana             | 3 – 2                | Dinamo Tbilisi    | 0 – 0 | 2 – 1      |

Note
1. 1 2  Pierzătoarea s-a calificat automat în cel de-al treilea tur de calificare al Conference League, pe Ruta Campioanelor

### Al doilea tur de calificare
Tragerea la sorți pentru cel de-al doilea tur de calificare a avut loc pe 21 iunie 2023. Un total de 24 de echipe au jucat în această fază. Aceasta a fost împărțită în două rute:
- Ruta Campioanelor (20 de echipe): 5 echipe care au intrat în acest tur și 15 câștigători ai primului tur de calificare.
- Ruta Non-campioanelor (4 echipe): 4 echipe care au intrat în acest tur.

Manșele tur s-au disputat pe 25 și 26 iulie, iar cele retur pe 1 și 2 august 2023. Câștigătorii au trecut în cel de-al treilea tur de calificare, pe rutele lor respective. Pierzătorii campioni au fost transferați în cel de-al treilea tur de calificare al Europa League, pe Ruta Campionilor, iar non-campionii în al treilea tur de calificare al Europa League, pe Ruta Principală.
| Echipa 1          | Scor gen.            | Echipa 2           | Tur   | Retur      |
| ----------------- | -------------------- | ------------------ | ----- | ---------- |
| Žalgiris          | 2 – 3                | Galatasaray        | 2 – 2 | 0 – 1      |
| Ludogoreț Razgrad | 2 – 3                | Olimpija Ljubljana | 1 – 1 | 1 – 2      |
| Raków Częstochowa | 4 – 3                | Qarabağ            | 3 – 2 | 1 – 1      |
| KÍ Klaksvík       | 3 – 3 (4 – 3 d.l.d.) | BK Häcken          | 0 – 0 | 3 – 3 d.p. |
| HJK               | 1 – 2                | Molde              | 1 – 0 | 0 – 2      |
| Breiðablik        | 3 – 8                | Copenhaga          | 0 – 2 | 3 – 6      |
| Sheriff Tiraspol  | 2 – 4                | Maccabi Haifa      | 1 – 0 | 1 – 4 d.p. |
| Aris Limassol     | 11 – 5               | BATE Borisov       | 6 – 2 | 5 – 3      |
| Zrinjski Mostar   | 2 – 3                | Slovan Bratislava  | 0 – 1 | 2 – 2      |
| Dinamo Zagreb     | 6 – 0                | Astana             | 4 – 0 | 2 – 0      |

| Echipa 1 | Scor gen.            | Echipa 2      | Tur   | Retur      |
| -------- | -------------------- | ------------- | ----- | ---------- |
| Dnipro-1 | 3 - 5                | Panathinaikos | 1 – 3 | 2 - 2      |
| Servette | 3 – 3 (4 – 1 d.l.d.) | Genk          | 1 – 1 | 2 – 2 d.p. |

### Al treilea tur de calificare
Tragerea la sorți pentru cel de-al treilea tur de calificare a avut loc pe 24 iulie 2023. Un total de 20 de echipe au jucat în această fază. Aceasta a fost împărțită în două rute:
- Ruta Campioanelor (12 echipe): 2 echipe care au intrat în acest tur și 10 câștigători ai celui de-al doilea tur de calificare.
- Ruta Non-campioanelor (8 echipe): 6 echipe care au intrat în acest tur și 2 câștigători ai celui de-al doilea tur de calificare.

Manșele tur s-au disputat pe 8, 9 și 15 august, iar cele retur pe 15 și 19 august 2023. Câștigătorii au trecut în runda play-off, pe rutele lor respective. Pierzătorii campioni au fost transferați în runda play-off a Europa League, iar non-campionii în faza grupelor Europa League.
| Echipa 1           | Scor gen.            | Echipa 2      | Tur   | Retur      |
| ------------------ | -------------------- | ------------- | ----- | ---------- |
| Raków Częstochowa  | 3 – 1                | Aris Limassol | 2 – 1 | 1 – 0      |
| Slovan Bratislava  | 2 – 5                | Maccabi Haifa | 1 – 2 | 1 – 3      |
| Dinamo Zagreb      | 3 – 4                | AEK Atena     | 1 – 2 | 2 – 2      |
| Olimpija Ljubljana | 0 – 4                | Galatasaray   | 0 – 3 | 0 – 1      |
| Copenhaga          | 3 – 3 (4 – 2 d.l.d.) | Sparta Praga  | 0 – 0 | 3 – 3 d.p. |
| KÍ Klaksvík        | 2 – 3                | Molde         | 2 – 1 | 0 – 2 d.p. |

| Echipa 1      | Scor gen.            | Echipa 2     | Tur   | Retur      |
| ------------- | -------------------- | ------------ | ----- | ---------- |
| Braga         | 7 – 1                | Bačka Topola | 3 – 0 | 4 – 1      |
| Rangers       | 3 – 2                | Servette     | 2 – 1 | 1 – 1      |
| Panathinaikos | 2 – 2 (5 – 3 d.l.d.) | Marseille    | 1 – 0 | 1 – 2 d.p. |
| PSV Eindhoven | 7 – 2                | Sturm Graz   | 4 – 1 | 3 – 1      |

Note
1. ↑  Prima manșă a meciului AEK Atena-Dinamo Zagreb, programată inițial să se joace pe 8 august 2023, a fost amânată în urma revoltelor suporterilor în care o persoană a murit.[10] Meciul a fost reprogramat pentru 19 august 2023 și a devenit manșa secundă confruntării.[11]

### Runda play-off
Tragerea la sorți pentru runda play-off a avut loc pe 7 august 2023. Un total de 12 de echipe au jucat în această fază. Aceasta a fost împărțită în două rute:
- Ruta Campioanelor (8 echipe): 2 echipe care au intrat în această rundă și 6 câștigătoare ai celui de-al treilea tur de calificare (Ruta Campioanelor).
- Ruta Non-campioanelor (4 echipe): 4 câștigătoare ai celui de-al treilea tur de calificare (Ruta Non-campioanelor).

Manșele tur s-au disputat pe 22 și 23 august, iar cele retur pe 29 și 30 august 2023. Câștigătoarele meciurilor au avansat în faza grupelor. Pierzătoarele au fost transferate în faza grupelor Europa League.
| Echipa 1          | Scor gen. | Echipa 2    | Tur | Retur |
| ----------------- | --------- | ----------- | --- | ----- |
| Maccabi Haifa     | 0-3       | Young Boys  | 0-0 | 0-3   |
| Antwerp           | 3-1       | AEK Atena   | 1-0 | 2-1   |
| Raków Częstochowa | 1-2       | Copenhaga   | 0-1 | 1-1   |
| Molde             | 3-5       | Galatasaray | 2-3 | 1-2   |

| Echipa 1 | Scor gen. | Echipa 2      | Tur | Retur |
| -------- | --------- | ------------- | --- | ----- |
| Rangers  | 3-7       | PSV Eindhoven | 2-2 | 1-5   |
| Braga    | 3-1       | Panathinaikos | 2-1 | 1-0   |

## Faza grupelor
Un total de 32 de echipe au jucat în faza grupelor: 26 de echipe care au intrat în această fază, și cele șase câștigătoare a rundei play-off (patru de pe ruta campioanelor, două de pe ruta non-campioanelor). 

### Urne
Tragerea la sorți a avut loc pe 31 august 2023. Cele 32 de echipe au fost împărțite în opt grupe, de câte patru echipe, echipele din aceeași țară neputând fi extrase în aceeași grupă. Pentru extragere, echipele au fost, de asemenea, împărțite în patru urne pe baza următoarelor principii:
- Urna 1 - câștigătoarea Ligii Campionilor din sezonul 2022–2023, câștigătoarea Europa League din sezonul 2022–2023 și campioanele primelor șase asociații, în funcție de coeficientul UEFA. Deoarece deținătoarea trofeului Ligii Campionilor, Manchester City, este, de asemenea, campioana Asociației 1 (Anglia), campioana Asociației 7 (Țările de Jos), Feyenoord, va fi plasată în urna 1.
- Urnele 2, 3 și 4 - au conținut echipele rămase calificate, urnele lor fiind determinate de coeficientul de club UEFA.[12]

| Urna 1 - Manchester City CC: 145,000 - Sevilla CC: 91,000 - Barcelona CC: 98,000 - Napoli CC: 81,000 - Bayern München CC: 136,000 - Paris Saint-Germain CC: 112,000 - Benfica CC: 82,000 - Feyenoord CC: 51,000 | Urna 2 - Real Madrid CC: 121,000 - Manchester United CC: 104,000 - Inter Milano CC: 96,000 - Borussia Dortmund CC: 86,000 - Atlético Madrid CC: 85,000 - RB Leipzig CC: 84,000 - Porto CC: 81,000 - Arsenal CC: 76,000 | Urna 3 - Șahtar Donețk CC: 63,000 - Red Bull Salzburg CC: 59,000 - Milan CC: 50,000 - Braga CC: 44,000 - PSV Eindhoven CC: 43,000 - Lazio CC: 42,000 - Steaua Roșie Belgrad CC: 42,000 - FC Copenhaga CC: 40,500 | Urna 4 - Young Boys CC: 34,500 - Real Sociedad CC: 33,000 - Galatasaray CC: 31,500 - Celtic CC: 31,000 - Newcastle United CC: 21,914 - Union Berlin CC: 17,000 - Antwerp CC: 17,000 - Lens CC: 12,232 |

Primele două echipe din fiecare grupă au  avansat mai departe în faza optimilor de finală în timp ce echipele de pe locul 3 au fost transferate în play-off-ul eliminatoriu din Europa League. Echipele de pe locul 4 au fost eliminate din competițiile europene. Meciurile din grupe s-au desfășurat pe 19-20 septembrie, 3-4 octombrie, 24-25 octombrie, 7-8 noiembrie, 28-29 noiembrie și 12-13 decembrie 2023. Orele programate de start au fost 19:45 (două meciuri în fiecare zi) și 22:00 (cele șase meciuri rămase) EEST sau EET.

### Grupa A
| Loc                                                                               | Echipă            | Pct. | MJ | V | E | Î | GM | GP | DG |  | BAY | CPH | GAL | MUN |
| --------------------------------------------------------------------------------- | ----------------- | ---- | -- | - | - | - | -- | -- | -- |  | --- | --- | --- | --- |
| 1.                                                                                | Bayern            | 16   | 6  | 5 | 1 | 0 | 12 | 6  | +6 |  | —   | 0–0 | 2–1 | 4–3 |
| 2.                                                                                | Copenhaga         | 8    | 6  | 2 | 2 | 2 | 8  | 8  | 0  |  | 1–2 | —   | 1–0 | 4–3 |
| 3.                                                                                | Galatasaray       | 5    | 6  | 1 | 2 | 3 | 10 | 13 | −3 |  | 1–3 | 2–2 | —   | 4–3 |
| 4.                                                                                | Manchester United | 4    | 6  | 1 | 1 | 4 | 12 | 15 | −3 |  | 0–1 | 1–0 | 2–3 | —   |
| Legendă: Locurile 1, 2: Avansează în optimi Locul 3: Transferată în Europa League |                   |      |    |   |   |   |    |    |    |  |     |     |     |     |

### Grupa B
| Loc                                                                               | Echipă  | Pct. | MJ | V | E | Î | GM | GP | DG  |  | ARS | PSV | LEN | SEV |
| --------------------------------------------------------------------------------- | ------- | ---- | -- | - | - | - | -- | -- | --- |  | --- | --- | --- | --- |
| 1.                                                                                | Arsenal | 13   | 6  | 4 | 1 | 1 | 16 | 4  | +12 |  | —   | 4–0 | 6–0 | 2–0 |
| 2.                                                                                | PSV     | 9    | 6  | 2 | 3 | 1 | 11 | 12 | −1  |  | 1–1 | —   | 1–0 | 2–2 |
| 3.                                                                                | Lens    | 8    | 6  | 2 | 2 | 2 | 6  | 11 | −5  |  | 2–1 | 1–1 | —   | 2–1 |
| 4.                                                                                | Sevilla | 2    | 6  | 0 | 2 | 4 | 7  | 12 | −5  |  | 1–2 | 2–3 | 1–1 | —   |
| Legendă: Locurile 1, 2: Avansează în optimi Locul 3: Transferată în Europa League |         |      |    |   |   |   |    |    |     |  |     |     |     |     |

### Grupa C
| Loc                                                                               | Echipă       | Pct. | MJ | V | E | Î | GM | GP | DG |  | RMA | NAP | BRA | UNB |
| --------------------------------------------------------------------------------- | ------------ | ---- | -- | - | - | - | -- | -- | -- |  | --- | --- | --- | --- |
| 1.                                                                                | Real Madrid  | 18   | 6  | 6 | 0 | 0 | 16 | 7  | +9 |  | —   | 4–2 | 3–0 | 1–0 |
| 2.                                                                                | Napoli       | 10   | 6  | 3 | 1 | 2 | 10 | 9  | +1 |  | 2–3 | —   | 2–0 | 1–1 |
| 3.                                                                                | Braga        | 3    | 6  | 1 | 0 | 5 | 6  | 12 | −6 |  | 1–2 | 1–2 | —   | 1–1 |
| 4.                                                                                | Union Berlin | 1    | 6  | 0 | 1 | 5 | 6  | 10 | −4 |  | 2–3 | 0–1 | 2–3 | —   |
| Legendă: Locurile 1, 2: Avansează în optimi Locul 3: Transferată în Europa League |              |      |    |   |   |   |    |    |    |  |     |     |     |     |

### Grupa D
| Loc                                                                               | Echipă        | Pct. | MJ | V | E | Î | GM | GP | DG |  | RSO | INT | SAL | BEN |
| --------------------------------------------------------------------------------- | ------------- | ---- | -- | - | - | - | -- | -- | -- |  | --- | --- | --- | --- |
| 1.                                                                                | Real Sociedad | 12   | 6  | 3 | 3 | 0 | 7  | 2  | +5 |  | —   | 1–1 | 0–0 | 3–1 |
| 2.                                                                                | Inter Milano  | 12   | 6  | 3 | 3 | 0 | 9  | 5  | +4 |  | 0–0 | —   | 2–1 | 1–0 |
| 3.                                                                                | Salzburg      | 4    | 6  | 1 | 1 | 4 | 4  | 8  | −4 |  | 0–2 | 0–1 | —   | 1–3 |
| 4.                                                                                | Benfica       | 4    | 6  | 1 | 1 | 4 | 7  | 11 | −4 |  | 0–1 | 3–3 | 0–2 | —   |
| Legendă: Locurile 1, 2: Avansează în optimi Locul 3: Transferată în Europa League |               |      |    |   |   |   |    |    |    |  |     |     |     |     |

### Grupa E
| Loc                                                                               | Echipă          | Pct. | MJ | V | E | Î | GM | GP | DG  |  | ATM | LAZ | FEY | CEL |
| --------------------------------------------------------------------------------- | --------------- | ---- | -- | - | - | - | -- | -- | --- |  | --- | --- | --- | --- |
| 1.                                                                                | Atlético Madrid | 14   | 6  | 4 | 2 | 0 | 17 | 6  | +11 |  | —   | 2–0 | 3–2 | 6–0 |
| 2.                                                                                | Lazio           | 10   | 6  | 3 | 1 | 2 | 7  | 7  | 0   |  | 1–1 | —   | 1–0 | 2–0 |
| 3.                                                                                | Feyenoord       | 6    | 6  | 2 | 0 | 4 | 9  | 10 | −1  |  | 1–3 | 3–1 | —   | 2–0 |
| 4.                                                                                | Celtic          | 4    | 6  | 1 | 1 | 4 | 5  | 15 | −10 |  | 2–2 | 1–2 | 2–1 | —   |
| Legendă: Locurile 1, 2: Avansează în optimi Locul 3: Transferată în Europa League |                 |      |    |   |   |   |    |    |     |  |     |     |     |     |

### Grupa F
| Loc                                                                               | Echipă    | Pct. | MJ | V | E | Î | GM | GP | DG |  | DOR | PAR | MIL | NEW |
| --------------------------------------------------------------------------------- | --------- | ---- | -- | - | - | - | -- | -- | -- |  | --- | --- | --- | --- |
| 1.                                                                                | Dortmund  | 11   | 6  | 3 | 2 | 1 | 7  | 4  | +3 |  | —   | 1–1 | 0–0 | 2–0 |
| 2.                                                                                | PSG       | 8    | 6  | 2 | 2 | 2 | 9  | 8  | +1 |  | 2–0 | —   | 3–0 | 1–1 |
| 3.                                                                                | Milan     | 8    | 6  | 2 | 2 | 2 | 5  | 8  | −3 |  | 1–3 | 2–1 | —   | 0–0 |
| 4.                                                                                | Newcastle | 5    | 6  | 1 | 2 | 3 | 6  | 7  | −1 |  | 0–1 | 4–1 | 1–2 | —   |
| Legendă: Locurile 1, 2: Avansează în optimi Locul 3: Transferată în Europa League |           |      |    |   |   |   |    |    |    |  |     |     |     |     |

### Grupa G
| Loc                                                                               | Echipă          | Pct. | MJ | V | E | Î | GM | GP | DG  |  | MCI | RBL | YB  | CZV |
| --------------------------------------------------------------------------------- | --------------- | ---- | -- | - | - | - | -- | -- | --- |  | --- | --- | --- | --- |
| 1.                                                                                | Manchester City | 18   | 6  | 6 | 0 | 0 | 18 | 7  | +11 |  | —   | 3–2 | 3–0 | 3–1 |
| 2.                                                                                | RB Leipzig      | 12   | 6  | 4 | 0 | 2 | 13 | 10 | +3  |  | 1–3 | —   | 2–1 | 3–1 |
| 3.                                                                                | Young Boys      | 4    | 6  | 1 | 1 | 4 | 7  | 13 | −6  |  | 1–3 | 1–3 | —   | 2–0 |
| 4.                                                                                | Steaua Roșie    | 1    | 6  | 0 | 1 | 5 | 7  | 15 | −8  |  | 2–3 | 1–2 | 2–2 | —   |
| Legendă: Locurile 1, 2: Avansează în optimi Locul 3: Transferată în Europa League |                 |      |    |   |   |   |    |    |     |  |     |     |     |     |

### Grupa H
| Loc                                                                               | Echipă          | Pct. | MJ | V | E | Î | GM | GP | DG  |  | BAR | POR | SHK | ANT |
| --------------------------------------------------------------------------------- | --------------- | ---- | -- | - | - | - | -- | -- | --- |  | --- | --- | --- | --- |
| 1.                                                                                | Barcelona       | 12   | 6  | 4 | 0 | 2 | 12 | 5  | +7  |  | —   | 2–1 | 2–1 | 5–0 |
| 2.                                                                                | Porto           | 12   | 6  | 4 | 0 | 2 | 15 | 8  | +7  |  | 0–1 | —   | 5–3 | 2–0 |
| 3.                                                                                | Șahtior Donețsk | 9    | 6  | 3 | 0 | 3 | 12 | 10 | +2  |  | 1–0 | 1–3 | —   | 1–0 |
| 4.                                                                                | Antwerp         | 3    | 6  | 1 | 0 | 5 | 7  | 17 | −10 |  | 3–2 | 1–4 | 2–3 | —   |
| Legendă: Locurile 1, 2: Avansează în optimi Locul 3: Transferată în Europa League |                 |      |    |   |   |   |    |    |     |  |     |     |     |     |

## Faza eliminatorie

### Echipele calificate
Echipele au fost împărțite în două urne valorice pentru a stabili meciurile din optimile de finală: capii de serie au fost câștigătoarele fiecărei grupe, iar non-capii de serie fiind echipele care au terminat pe locul 2 în grupele respective.
| Grupa | Câștigătoarele (capi de serie) | Echipele de pe locul 2 (non-capi de serie) |
| ----- | ------------------------------ | ------------------------------------------ |
| A     | Bayern München                 | Copenhaga                                  |
| B     | Arsenal                        | PSV Eindhoven                              |
| C     | Real Madrid                    | Napoli                                     |
| D     | Real Sociedad                  | Inter Milano                               |
| E     | Atlético Madrid                | Lazio                                      |
| F     | Borussia Dortmund              | Paris Saint-Germain                        |
| G     | Manchester City                | RB Leipzig                                 |
| H     | Barcelona                      | Porto                                      |

### Rezumat
|  | Optimi de finală       | Optimi de finală    | Optimi de finală | Optimi de finală |                     |                   | Sferturi de finală | Sferturi de finală | Sferturi de finală | Sferturi de finală |  |  | Semifinale | Semifinale | Semifinale | Semifinale |  |  | Finala | Finala | Finala | Finala |
|  |                        |                     |                  |                  |                     |                   |                    |                    |                    |                    |  |  |            |            |            |            |  |  |        |        |        |        |
|  |                        |                     |                  |                  |                     |                   |                    |                    |                    |                    |  |  |            |            |            |            |  |  |        |        |        |        |
|  |                        |                     |                  |                  |                     |                   |                    |                    |                    |                    |  |  |            |            |            |            |  |  |        |        |        |        |
|  | Inter Milano           | 1                   | 1                | 2 (2)            |                     |                   |                    |                    |                    |                    |  |  |            |            |            |            |  |  |        |        |        |        |
|  | Inter Milano           | 1                   | 1                | 2 (2)            |                     |                   |                    |                    |                    |                    |  |  |            |            |            |            |  |  |        |        |        |        |
|  | Atlético Madrid d.l.d. | 0                   | 2                | 2 (3)            |                     |                   |                    |                    |                    |                    |  |  |            |            |            |            |  |  |        |        |        |        |
|  | Atlético Madrid d.l.d. | 0                   | 2                | 2 (3)            | Atlético Madrid     | 2                 | 2                  | 4                  |                    |                    |  |  |            |            |            |            |  |  |        |        |        |        |
|  |                        |                     |                  |                  | Atlético Madrid     | 2                 | 2                  | 4                  |                    |                    |  |  |            |            |            |            |  |  |        |        |        |        |
|  |                        | Borussia Dortmund   | 1                | 4                | 5                   |                   |                    |                    |                    |                    |  |  |            |            |            |            |  |  |        |        |        |        |
|  | PSV Eindhoven          | Borussia Dortmund   | 1                | 4                | 5                   | 1                 | 0                  | 1                  |                    |                    |  |  |            |            |            |            |  |  |        |        |        |        |
|  | PSV Eindhoven          |                     |                  |                  |                     | 1                 | 0                  | 1                  |                    |                    |  |  |            |            |            |            |  |  |        |        |        |        |
|  | Borussia Dortmund      | 1                   | 2                | 3                |                     |                   |                    |                    |                    |                    |  |  |            |            |            |            |  |  |        |        |        |        |
|  | Borussia Dortmund      | 1                   | 2                | 3                | Borussia Dortmund   | 1                 | 1                  | 2                  |                    |                    |  |  |            |            |            |            |  |  |        |        |        |        |
|  |                        |                     |                  |                  | Borussia Dortmund   | 1                 | 1                  | 2                  |                    |                    |  |  |            |            |            |            |  |  |        |        |        |        |
|  |                        | Paris Saint-Germain | 0                | 0                | 0                   |                   |                    |                    |                    |                    |  |  |            |            |            |            |  |  |        |        |        |        |
|  | Paris Saint-Germain    | Paris Saint-Germain | 0                | 0                | 0                   | 2                 | 2                  | 4                  |                    |                    |  |  |            |            |            |            |  |  |        |        |        |        |
|  | Paris Saint-Germain    |                     |                  |                  |                     | 2                 | 2                  | 4                  |                    |                    |  |  |            |            |            |            |  |  |        |        |        |        |
|  | Real Sociedad          | 0                   | 1                | 1                |                     |                   |                    |                    |                    |                    |  |  |            |            |            |            |  |  |        |        |        |        |
|  | Real Sociedad          | 0                   | 1                | 1                | Paris Saint-Germain | 2                 | 4                  | 6                  |                    |                    |  |  |            |            |            |            |  |  |        |        |        |        |
|  |                        |                     |                  |                  | Paris Saint-Germain | 2                 | 4                  | 6                  |                    |                    |  |  |            |            |            |            |  |  |        |        |        |        |
|  |                        | Barcelona           | 3                | 1                | 4                   |                   |                    |                    |                    |                    |  |  |            |            |            |            |  |  |        |        |        |        |
|  | Napoli                 | Barcelona           | 3                | 1                | 4                   | 1                 | 1                  | 2                  |                    |                    |  |  |            |            |            |            |  |  |        |        |        |        |
|  | Napoli                 |                     |                  |                  | 1 iunie – Londra    | 1                 | 1                  | 2                  |                    |                    |  |  |            |            |            |            |  |  |        |        |        |        |
|  | Barcelona              | 1                   | 3                | 4                |                     |                   |                    |                    |                    |                    |  |  |            |            |            |            |  |  |        |        |        |        |
|  | Barcelona              | 1                   | 3                | 4                | Borussia Dortmund   | Borussia Dortmund | Borussia Dortmund  | 0                  |                    |                    |  |  |            |            |            |            |  |  |        |        |        |        |
|  |                        |                     |                  |                  | Borussia Dortmund   | Borussia Dortmund | Borussia Dortmund  | 0                  |                    |                    |  |  |            |            |            |            |  |  |        |        |        |        |
|  |                        | Real Madrid         | Real Madrid      | Real Madrid      | 2                   |                   |                    |                    |                    |                    |  |  |            |            |            |            |  |  |        |        |        |        |
|  | Porto                  | Real Madrid         | Real Madrid      | Real Madrid      | 2                   | 1                 | 0                  | 1 (2)              |                    |                    |  |  |            |            |            |            |  |  |        |        |        |        |
|  | Porto                  |                     |                  |                  |                     | 1                 | 0                  | 1 (2)              |                    |                    |  |  |            |            |            |            |  |  |        |        |        |        |
|  | Arsenal d.l.d.         | 0                   | 1                | 1 (4)            |                     |                   |                    |                    |                    |                    |  |  |            |            |            |            |  |  |        |        |        |        |
|  | Arsenal d.l.d.         | 0                   | 1                | 1 (4)            | Arsenal             | 2                 | 0                  | 2                  |                    |                    |  |  |            |            |            |            |  |  |        |        |        |        |
|  |                        |                     |                  |                  | Arsenal             | 2                 | 0                  | 2                  |                    |                    |  |  |            |            |            |            |  |  |        |        |        |        |
|  |                        | Bayern München      | 2                | 1                | 3                   |                   |                    |                    |                    |                    |  |  |            |            |            |            |  |  |        |        |        |        |
|  | Lazio                  | Bayern München      | 2                | 1                | 3                   | 1                 | 0                  | 1                  |                    |                    |  |  |            |            |            |            |  |  |        |        |        |        |
|  | Lazio                  |                     |                  |                  |                     | 1                 | 0                  | 1                  |                    |                    |  |  |            |            |            |            |  |  |        |        |        |        |
|  | Bayern München         | 0                   | 3                | 3                |                     |                   |                    |                    |                    |                    |  |  |            |            |            |            |  |  |        |        |        |        |
|  | Bayern München         | 0                   | 3                | 3                | Bayern München      | 2                 | 1                  | 3                  |                    |                    |  |  |            |            |            |            |  |  |        |        |        |        |
|  |                        |                     |                  |                  | Bayern München      | 2                 | 1                  | 3                  |                    |                    |  |  |            |            |            |            |  |  |        |        |        |        |
|  |                        | Real Madrid         | 2                | 2                | 4                   |                   |                    |                    |                    |                    |  |  |            |            |            |            |  |  |        |        |        |        |
|  | RB Leipzig             | Real Madrid         | 2                | 2                | 4                   | 0                 | 1                  | 1                  |                    |                    |  |  |            |            |            |            |  |  |        |        |        |        |
|  | RB Leipzig             |                     |                  |                  |                     | 0                 | 1                  | 1                  |                    |                    |  |  |            |            |            |            |  |  |        |        |        |        |
|  | Real Madrid            | 1                   | 1                | 2                |                     |                   |                    |                    |                    |                    |  |  |            |            |            |            |  |  |        |        |        |        |
|  | Real Madrid            | 1                   | 1                | 2                | Real Madrid d.l.d.  | 3                 | 1                  | 4 (4)              |                    |                    |  |  |            |            |            |            |  |  |        |        |        |        |
|  |                        |                     |                  |                  | Real Madrid d.l.d.  | 3                 | 1                  | 4 (4)              |                    |                    |  |  |            |            |            |            |  |  |        |        |        |        |
|  |                        | Manchester City     | 3                | 1                | 4 (3)               |                   |                    |                    |                    |                    |  |  |            |            |            |            |  |  |        |        |        |        |
|  | Copenhaga              | Manchester City     | 3                | 1                | 4 (3)               | 1                 | 1                  | 2                  |                    |                    |  |  |            |            |            |            |  |  |        |        |        |        |
|  | Copenhaga              |                     |                  |                  |                     | 1                 | 1                  | 2                  |                    |                    |  |  |            |            |            |            |  |  |        |        |        |        |
|  | Manchester City        | 3                   | 3                | 6                |                     |                   |                    |                    |                    |                    |  |  |            |            |            |            |  |  |        |        |        |        |
|  | Manchester City        | 3                   | 3                | 6                |                     |                   |                    |                    |                    |                    |  |  |            |            |            |            |  |  |        |        |        |        |

### Optimi de finală
| Echipa 1      | Scor gen.    | Echipa 2          | Tur | Retur |
| ------------- | ------------ | ----------------- | --- | ----- |
| FC Porto      | 1-1(2-4 p.)  | Arsenal           | 1–0 | 0-1   |
| SSC Napoli    | 2–4          | FC Barcelona      | 1–1 | 1–3   |
| PSG           | 4–1          | Real Sociedad     | 2–0 | 2–1   |
| Inter Milano  | 2–2 (2–3 p.) | Atlético Madrid   | 1–0 | 1–2   |
| PSV Eindhoven | 1–2          | Borussia Dortmund | 1–1 | 0–1   |
| SS Lazio      | 1–3          | Bayern München    | 1–0 | 0–3   |
| FC Copenhaga  | 2–6          | Manchester City   | 1–3 | 1–3   |
| RB Leipzig    | 1–2          | Real Madrid       | 0–1 | 1–1   |

#### Meciuri
| Porto          | 1–0    | Arsenal |
| -------------- | ------ | ------- |
| - Galeno 90+4' | Raport |         |

| Arsenal                            | 1–0 (d.p.) | Porto                              |
| ---------------------------------- | ---------- | ---------------------------------- |
| - Trossard 41'                     | Raport     |                                    |
| - Ødegaard - Havertz - Saka - Rice | 4–2        | - Pepê - Wendell - Grujić - Galeno |

1–1 la general. Arsenal câștigă cu 4–2 la loviturile de departajare.
| Napoli        | 1–1    | Barcelona         |
| ------------- | ------ | ----------------- |
| - Osimhen 75' | Raport | - Lewandowski 60' |

| Barcelona                                   | 3–1    | Napoli         |
| ------------------------------------------- | ------ | -------------- |
| - López 15' - Cancelo 17' - Lewandowski 83' | Raport | - Rrahmani 30' |

Barcelona câștigă cu 4–2 la general.
| Paris Saint-Germain           | 2–0    | Real Sociedad |
| ----------------------------- | ------ | ------------- |
| - K. Mbappé 58' - Barcola 70' | Raport |               |

| Real Sociedad | 1–2    | Paris Saint-Germain |
| ------------- | ------ | ------------------- |
| - Merino 89'  | Raport | - Mbappé 15', 56'   |

Paris Saint-Germain won 4–1 on aggregate.
| Inter Milano     | 1–0    | Atlético Madrid |
| ---------------- | ------ | --------------- |
| - Arnautović 79' | Raport |                 |

| Atlético Madrid                    | 2–1 (d.p.) | Inter Milano                                          |
| ---------------------------------- | ---------- | ----------------------------------------------------- |
| - Griezmann 35' - Depay 87'        | Raport     | - Dimarco 33'                                         |
| - Depay - Saúl - Riquelme - Correa | 3–2        | - Çalhanoğlu - Sánchez - Klaassen - Acerbi - Martínez |

2–2 la general. Atlético Madrid câștigă cu 3–2 la loviturile de departajare.
| PSV Eindhoven        | 1–1    | Borussia Dortmund |
| -------------------- | ------ | ----------------- |
| - De Jong 56' (pen.) | Raport | - Malen 24'       |

| Borussia Dortmund        | 2–0    | PSV Eindhoven |
| ------------------------ | ------ | ------------- |
| - Sancho 3' - Reus 90+5' | Raport |               |

Borussia Dortmund câștigă cu 3–1 la general.
| Lazio                 | 1–0    | Bayern München |
| --------------------- | ------ | -------------- |
| - Immobile 69' (pen.) | Raport |                |

| Bayern München                 | 3–0    | Lazio |
| ------------------------------ | ------ | ----- |
| - Kane 38', 66' - Müller 45+2' | Raport |       |

Bayern München câștigă cu 3–1 la general.
| Copenhagen     | 1–3    | Manchester City                             |
| -------------- | ------ | ------------------------------------------- |
| - Mattsson 34' | Raport | - De Bruyne 10' - Silva 45+1' - Foden 90+2' |

| Manchester City                          | 3–1    | Copenhagen        |
| ---------------------------------------- | ------ | ----------------- |
| - Akanji 5' - Álvarez 9' - Haaland 45+3' | Raport | - Elyounoussi 29' |

Manchester City câștigă cu 6–2 la general.
| RB Leipzig | 0–1    | Real Madrid  |
| ---------- | ------ | ------------ |
|            | Raport | - Brahim 48' |

| Real Madrid    | 1–1    | RB Leipzig  |
| -------------- | ------ | ----------- |
| - Vinícius 65' | Raport | - Orbán 68' |

Real Madrid câștigă cu 2–1 la general.

### Sferturi de finală
| Echipa 1        | Scor gen.    | Echipa 2          | Tur | Retur |
| --------------- | ------------ | ----------------- | --- | ----- |
| Arsenal         | 2-3          | Bayern München    | 2–2 | 1-0   |
| Atlético Madrid | 4-5          | Borussia Dortmund | 2–1 | 2-4   |
| Real Madrid     | 4–4 (4–3 p.) | Manchester City   | 3–3 | 1–1   |
| PSG             | 6-4          | Barcelona         | 2–3 | 4-1   |

#### Meciuri
| Arsenal                   | 2–2    | Bayern München                 |
| ------------------------- | ------ | ------------------------------ |
| - Saka 12' - Trossard 76' | Raport | - Gnabry 18' - Kane 32' (pen.) |

| Bayern München | 1–0    | Arsenal |
| -------------- | ------ | ------- |
| - Kimmich 63'  | Raport |         |

Bayern München câștigă cu 3–2 la general.-
| Atlético Madrid         | 2–1    | Borussia Dortmund |
| ----------------------- | ------ | ----------------- |
| - De Paul 4' - Lino 32' | Raport | - Haller 81'      |

| Borussia Dortmund                                        | 4–2    | Atlético Madrid                   |
| -------------------------------------------------------- | ------ | --------------------------------- |
| - Brandt 34' - Maatsen 39' - Füllkrug 71' - Sabitzer 74' | Raport | - Hummels 49' (o.g.) - Correa 64' |

Borussia Dortmund câștigă cu 5–4 la general.
| Real Madrid                                    | 3–3    | Manchester City                       |
| ---------------------------------------------- | ------ | ------------------------------------- |
| - Dias 12' (o.g.) - Rodrygo 14' - Valverde 79' | Raport | - Silva 2' - Foden 66' - Gvardiol 71' |

| Manchester City                               | 1–1 (d.p.) | Real Madrid                                       |
| --------------------------------------------- | ---------- | ------------------------------------------------- |
| - De Bruyne 76'                               | Raport     | - Rodrygo 12'                                     |
| - Álvarez - Silva - Kovačić - Foden - Ederson | 3–4        | - Modrić - Bellingham - Vázquez - Nacho - Rüdiger |

4–4 la general. Real Madrid câștigă cu 4–3 la loviturile de departajare.
| Paris Saint-Germain         | 2–3    | Barcelona                             |
| --------------------------- | ------ | ------------------------------------- |
| - Dembélé 48' - Vitinha 51' | Raport | - Raphinha 37', 62' - Christensen 77' |

| Barcelona      | 1–4    | Paris Saint-Germain                                  |
| -------------- | ------ | ---------------------------------------------------- |
| - Raphinha 12' | Raport | - Dembélé 40' - Vitinha 54' - Mbappé 61' (pen.), 89' |

Paris Saint-Germain câștigă cu 6–4 la general.

### Semifinală
Tragerea la sorți pentru semifinale a avut loc pe 15 martie 2024, ora 12:00 CET, după extragerea sferturilor de finală.

#### Tabloul complet a semifinalelor
Prima manșă s-a disputat pe 30 aprilie și 1 mai, iar manșa secundă pe 7 și 8 mai 2024.
| Echipa 1          | Scor gen. | Echipa 2    | Tur | Retur |
| ----------------- | --------- | ----------- | --- | ----- |
| Borussia Dortmund | 2–0       | PSG         | 1–0 | 1–0   |
| Bayern München    | 3–4       | Real Madrid | 2–2 | 1–2   |

##### Meciuri
| Borussia Dortmund | 1–0    | Paris Saint-Germain |
| ----------------- | ------ | ------------------- |
| - Füllkrug 36'    | Raport |                     |

| Paris Saint-Germain | 0–1    | Borussia Dortmund |
| ------------------- | ------ | ----------------- |
|                     | Raport | - Hummels 50'     |

Borussia Dortmund câștigă cu 2–0 la general.
| Bayern München               | 2–2    | Real Madrid                |
| ---------------------------- | ------ | -------------------------- |
| - Sané 53' - Kane 57' (pen.) | Raport | - Vinícius 24', 83' (pen.) |

| Real Madrid         | 2–1    | Bayern München |
| ------------------- | ------ | -------------- |
| - Joselu 88', 90+1' | Raport | - Davies 68'   |

Real Madrid câștigă cu 4–3 la general.

## Finala
Finala s-a jucat pe 1 iunie 2024 pe stadionul Wembley din Londra. Pe 15 martie 2024, după tragerile la sorți din sferturile de finală și semifinalele, a avut loc o tragere la sorți pentru a determina echipa „de acasă” din considerente administrative.

### Meci

#### Detalii
| Borussia Dortmund | 0–2    | Real Madrid                   |
| ----------------- | ------ | ----------------------------- |
|                   | Raport | - Carvajal 74' - Vinícius 83' |

| Omul meciului: Daniel Carvajal (Real Madrid) Arbitrii asistenți: Tomaž Klančnik (Slovenia) Andraž Kovačič (Slovenia) Al patrulea oficial: François Letexier (Franța) Arbitru asistent de rezervă: Cyril Mugnier (Franța) Arbitru asistent video (VAR): Nejc Kajtazović (Slovenia) Asistent VAR: Rade Obrenović (Slovenia) Asistent suport VAR: Massimiliano Irrati (Italia) | Regulile meciului - 90 de minute - 30 de minute de prelungiri dacă este necesar - Lovituri de departajare dacă scorul rămâne același - 12 jucători de rezervă - Maximum cinci schimbări, cu o a șasea în prelungiri |